# Simon Lorenz
Simon Lorenz (* 30. März 1997 in Buchen) ist ein deutscher Fußballspieler.

## Karriere
Lorenz begann gemeinsam mit Benedikt Gimber das Fußballspielen beim TSV Sulzbach. Er wechselte dann gemeinsam mit Gimber zum SV Schefflenz. Lorenz durchlief dann gemeinsam mit seinem Jugendfreund Benedikt Gimber ab 2009 die Jugendmannschaften der TSG 1899 Hoffenheim, wo er unter anderem 2016 im Endspiel um die deutsche Meisterschaft der A-Junioren stand. Zur Saison 2016/17 rückte er in den Kader der zweiten Mannschaft auf und kam dort in den darauffolgenden anderthalb Jahren zu 52 Einsätzen (7 Tore) in der Regionalliga Südwest sowie zu einem Einsatz für die Profis im Europa-League-Spiel gegen Ludogorez Rasgrad am 7. Dezember 2017. Zuletzt war Lorenz Kapitän der zweiten Mannschaft.
Am 31. Januar 2018 wechselte Lorenz zum VfL Bochum, wo man ihm den Sprung in die 2. Bundesliga zutraute, und unterschrieb einen Vertrag bis zum 30. Juni 2020. Lorenz konnte sich allerdings nicht wie erhofft sofort durchsetzen und blieb in der Rückrunde der Zweitligasaison 2017/18 ohne Einsatz.
Für die Saison 2018/19 wechselte Lorenz, aufgrund einer Empfehlung seines ehemaligen Jugend- und damaligen Cheftrainers der TSG 1899 Hoffenheim Julian Nagelsmann, auf Leihbasis in die 3. Liga zum TSV 1860 München. Er absolvierte 37 von 38 möglichen Ligaspielen und wurde mit der Mannschaft Zwölfter.
Nach seiner Rückkehr ins Ruhrgebiet war Lorenz in der Hinrunde Stammspieler in der Innenverteidigung, verlor den Platz in der Folge jedoch an Maxim Leitsch und wurde nur noch vereinzelt eingesetzt; bereits vor Saisonende gab Bochum bekannt, seinen auslaufenden Vertrag nicht verlängert zu haben.
Zur Saison 2020/21 wechselte der Defensivspieler ligaintern zu Holstein Kiel. An der Förde erhielt er einen Dreijahresvertrag.
Im Sommer 2023 wechselte er zum Drittligisten FC Ingolstadt 04.